# Ženska literatura
Ženska literatura ali ženska književnost (tudi ženska pisava) je  leposlovje, ki jo pišejo ženske ali pa so v ospredju ženski liki.

## Nastanek in razvoj
V 18. stoletju je s terminom ženska literatura mišljena predvsem literatura za ženske, pri čemer so jo le včasih ženske tudi pisale kot tolerirane izjeme v okviru patriarhalne družbe. Od razsvetljenstva dalje so bile ženske pomembno literarno občinstvo. Ker je zaradi šablonskega izraza (doktorski roman, ljubezenski roman) veljala za trivialno, ni bila predmet znanstvenega opazovanja. Feministično razpoložene avtorice in raziskovalke izraza ženska literatura ne marajo, češ da je literatura lahko samo dobra ali slaba, ne pa moška ali ženska. Razlik med moškim in ženskim načinom pisanja vendarle ne moremo zanikati, saj jih pokaže že statistična besedilna analiza, ki z 80-odstotno verjetnostjo določi spol avtorja pojubnega besedila.

## Vpliv feminizma na žensko književnost
Od konca 18. stoletja je množica spisov in pamfletov pripravljala vstop žensk v politično javnost, vplivali pa so tudi na nastanek in razvoj literature, ki so jo vedno bolj pogosto pričenjale pisati tudi ženske. Bistvena vprašanja so bila o ženski podrejenosti, zahtevi žensk po političnih pravicah, po pravici do dela, pravica do študija na univerzi. Feminizem kot gibanje za enakopravnost žensk z moškimi je vzpodbudilo delo francoske znanstvenice in pisateljice Simone de Beauvoir, še posebej njena knjiga Drugi spol iz leta 1949. Olympe de Gouges, pisateljica in borka za človekove pravice, se je prva zavzela za žensko pravico do svobodnega izražanja misli, za njihove politične pravice, za pravico do javnega nastopanja, za pravico do opravljanja poklicev, položajev in imenovanj v nazive. V Sloveniji so se šele v 80. letih pričele pojavljati skupine, kakršne so se v zahodnoevropskem prostoru oblikovale že zgodaj po letu 1960 (Vlasta Jalušič).

## Slovenska ženska književnost

### Začetki slovenske ženske književnosti
Pri Slovencih se prve prozaistke pojavijo v 19. stoletju. To so Josipina Turnograjska, Pavlina Pajkova in Luiza Pesjakova. Josipina Turnograjska je prva slovenska pisateljica. Roman Luize Pesjak Beatin dnevnik je pod močnim estetskim in tematskim vplivom nemškega ženskega romana. Luiza Pesjak je sicer začela s pisanjem otroških pesmi, pisala pa je tudi dramska dela. 
Pavlina Pajk je napisala 6 ženskih romanov, 8 novel in 8 povesti, ki so veljali za trivialno žensko literaturo in bili v kritiki slabo ocenjeni.

### ČasopisSlovenka: pojav slovenskih pisateljic-intelektualk
Slovenka je začel izhajati leta 1897 v Trstu kot priloga Edinosti. Urejala ga je Marica Nadlišek-Bartol, za njo pa Ivanka Anžič Klemenčič. 
V Slovenki sta največ objavljali Ivanka Anžič Klemenčič in Zofka Kveder. V časopisu so bila obljavljena številna besedila o ženskih vprašanjih, kot so izboljšanje izobrazbene ravni žensk in enako plačilo moškim in ženskam za enako opravljeno delo.
Zofka Kveder velja za prvo avtorico ženske umetniške, feministično obarvane literature. V ospredju njenega zanimanja so ženske in njihove usode. Z njenimi deli se je v slovenski književnosti prvič pojavila ženska kot upornica proti tradiciji. Njeno literarno ustvarjanje je sprožalo veliko napadov in diskusij o življenju žensk v tedanjem času.

### Pripovedna proza po 2. svetovni vojni
Mira Mihelič sodi med pomembnejše pisateljice tega obdobja. Njeni ženski liki so umetniško razviti in pogosto avtobiografski.
Mimi Malenšek je pisala drame (Svet brez sovraštva, Ogenj in pepel, Operacija) ter veliko obsežnih zgodovinskih in biografskih romanov. 
Ljuba Prenner je avtorica prve slovenske kriminalke (Neznani storilec).

### Sedemdeseta leta
Svetlana Makarovič s pesniško zbirko Na zeleni strehi vetra začenja novo poglavje slovenske ženske lirike. Pesnica je proti delitvi na moško in žensko literaturo. Na področju oblikovanja ženskih likov ostaja zvesta mitološki osnovi, iz katere izvirajo kresnice, pehtre babe, sojenice, vilinska bitja, žalik žene.     
Milka Hartman je pristna ljudska pesnica, izhaja iz tradicije koroških bukovnikov.

### Osemdeseta leta
Marjeta Novak-Kajzer prinaša nov ženski pogled na erotiko in čutnost.
Berta Bojetu-Boeta  pripoveduje o tabuiziranih temah in o ženskem doživljanju odnosa z moškim. 
Maja Novak je napisala najbolj postmodernistično slovensko kriminalko Izza kongresa ali umor v teritorialnih vodah (1993). V tem obdobju so romane pisale Katarina Marinčič, Nada Gaborovič, Zlata Vokač, Nedeljka Pirjevec, Marija Vogrič, Lidija Asta, Marinka Fritz-Kunc.
Lela B. Njatin piše kratko prozo in eseje. 
Mijolka Žižmond Kofol ima novelistični zbirki Polovica ženske (1990) in Levitve (1991). 
Tamara Doneva je napisala črtice Lenorina jahalna šola (1990) in roman Dnevnik gospe Angele (1994).
Lidija Gačnik je izdala zbirko Magdalena.
Alenka Puhar je sodobna slovenska esejistka. Eseje so pisale tudi Spomenka Hribar, Manca Košir, Jolka Milič, Silvija Borovnik, Tea Štoka, Ignacija Fridl idr.

### Devetdeseta leta
v tem desetletju so objavljale Evelina Umek, Desa Muck, Janja Vidmar, Taja Kramberger, Saša Vegri, Vanja Strle, Vida Mokrin Pauer, Maja Haderlap, Nataša Velikonja, Lucija Stupica, Petra Kolmančič idr.

### Po letu 2000
V letih od 2000 do 2010 so objavljale Stanka Hrastelj, Erica Johnson Debeljak, Nina Kokelj, Barbara Korun, Maruša Krese, Mojca Kumerdej, Vesna Lemaić, Katarina Marinčič, Eva Petrič, Barbara Pogačnik, Ifigenija Simonovič, Lucija Stepančič, Breda Smolnikar, Veronika Simoniti, Suzana Tratnik, Urška Sterle, Barica Smole, Brina Svit, Ana Pepelnik, Lili Potpara, Vesna Vuk Godina idr.

## Avtorice in junakinje v slovenski pripovedni prozi

### Delež žensk v kmečki povesti
|       | ŽENSKE | MOŠKI |
| ----- | ------ | ----- |
| JUNAK | 23 %   | 77 %  |
| AVTOR | 3 %    | 97 %  |

### Delež žensk v zgodovinski povesti
Delež ženskega avtorstva je v zgodovinskem romanu štirikrat večji kot v kmečki povesti. Po obsegu prvi avtor v žanru je ženska (Mimi Malenšek), na petem mestu je Ilka Vašte, med prvih 30 sta se uvrstili še Tita Kovač - Artemis (tako kot Malenškova največ po zaslugi biografskih romanov) in Lea Fatur.
|       | ŽENSKE | MOŠKI |
| ----- | ------ | ----- |
| JUNAK | 22 %   | 78 %  |
| AVTOR | 12 %   | 88 %  |

### Ženske v nemškem zgodovinskem romanu
Nemke so pri produkciji zgodovinskega romana udeležene s 17 %, napisale pa so 21 % romanov, kar je več kot pri drugih žanrih in v tem smislu podobno interesu slovenskih pisateljic za ta žanr. Čeprav sta bili v prvem obdobju dve zelo poznani, je bil tedaj ženski delež zgolj 3 %, potem je dolga leta 15 % in se med 1874 in 1903, v  t. i. ženski četrtini stoletja, dvignil na 27 %. V prvi polovici dvajsetega stoletja je bil povprečni delež ženskega avtorstva okrog 21 %. Ženske so bile enako uspešne kot moški, ponatiskovali pa so v glavnem moške avtorje; med ponatisi je ženski delež le 5 %.

## Kresnik
Med nagrajenci za najboljši slovenski roman kresnik je zastopanost žensk 10 %, med nominiranci pa 15 %; v splošnem je ženski delež med sodobnimi slovenskimi romanopisci blizu 40 %.

## Najbolj brane avtorice
Iz podatkov v Cobissu Arhivirano 2018-11-20 na Wayback Machine. je razvidno, da so bile v letu 2010 na Slovenskem najbolj brane prevedene knjige naslednjih avtoric: 
Kathleen E. Woodiwiss (11.000 izposoj letno na posamezni naslov), Sandra Brown, Julie Garwood, Stephenie Meyer, Amande Quick, J. K. Rowling, Suzanne Enoch.
Najpopularnejše slovenske avtorice se z naštetimi ne morejo kosati, saj se med prvimi stotimi po izposoji pojavijo le tiste, ki pišejo otroško in mladinsko književnost (Desa Muck, 50.000 izposoj letno, Svetlana Makarovič, Janja Vidmar, Mojiceja Podgoršek, Ela Peroci), tudi zato, ker so del šolskega berila, avtorice popularnih ljubezenskih ali ljubezensko-kriminalnih romanov pa imajo izposojo 6000-12.000 izvodov letno: Darja Hočevar oz. Stella Norris, Azra Širovnik, Romana Berni, Aksinja Kermauner, Maša Modic.